# 1161 هـ
1161 هـ هي سنة في التقويم الهجري امتدت مقابلةً في التقويم الميلادي بين سنتي 1748 و1748.

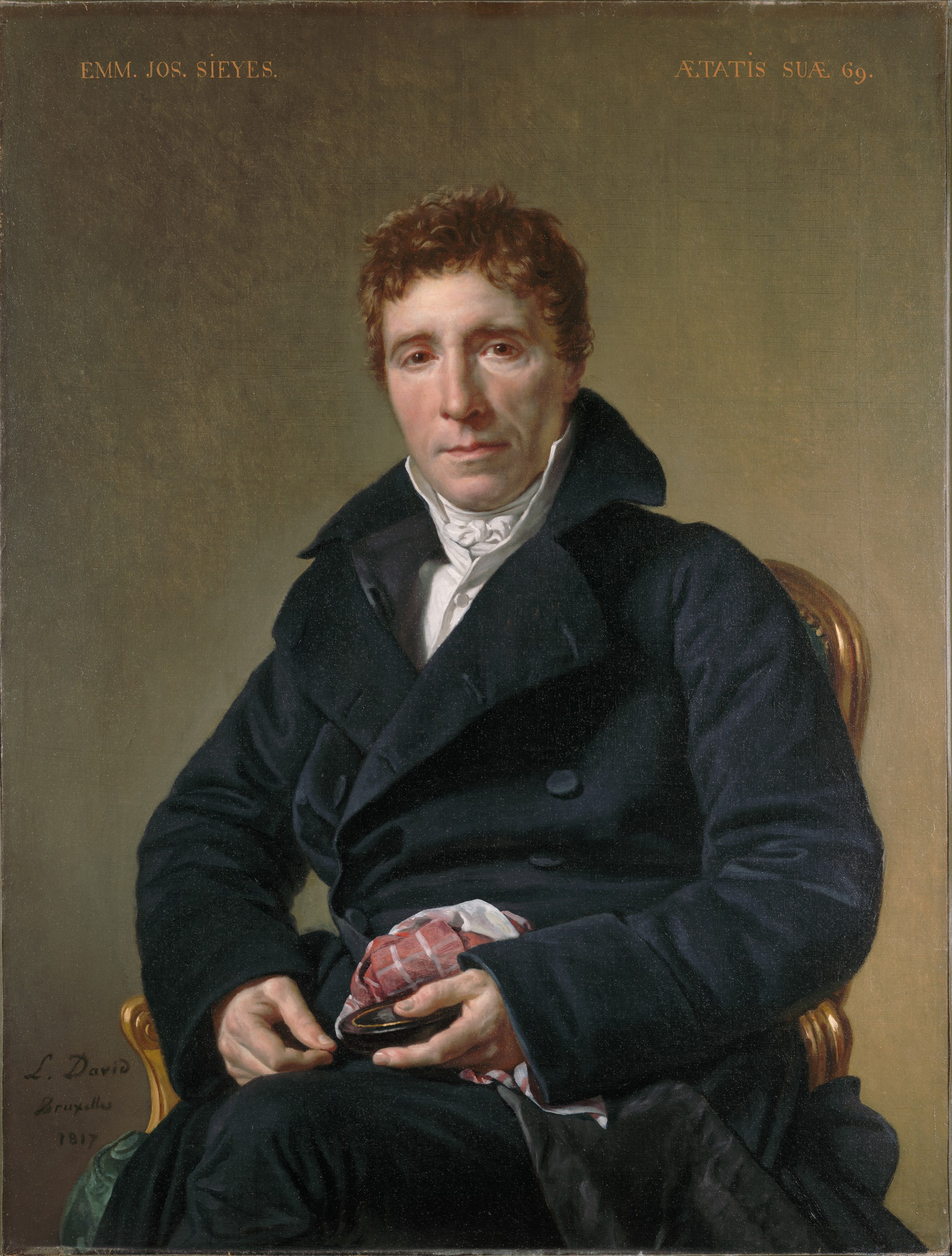
إيمانويال جوزيف سياس

## أحداث
- نهاية حرب الخلافة النمساوية.

## مواليد
- الإمام سعود بن عبد العزيز بن محمد.
- أحمد بن عجيبة
- إيمانويال جوزيف سياس

## وفيات
- علي بن إبراهيم الأفشاري
- نظام الدين السهالوي